# Voyageur Colonial Bus Lines

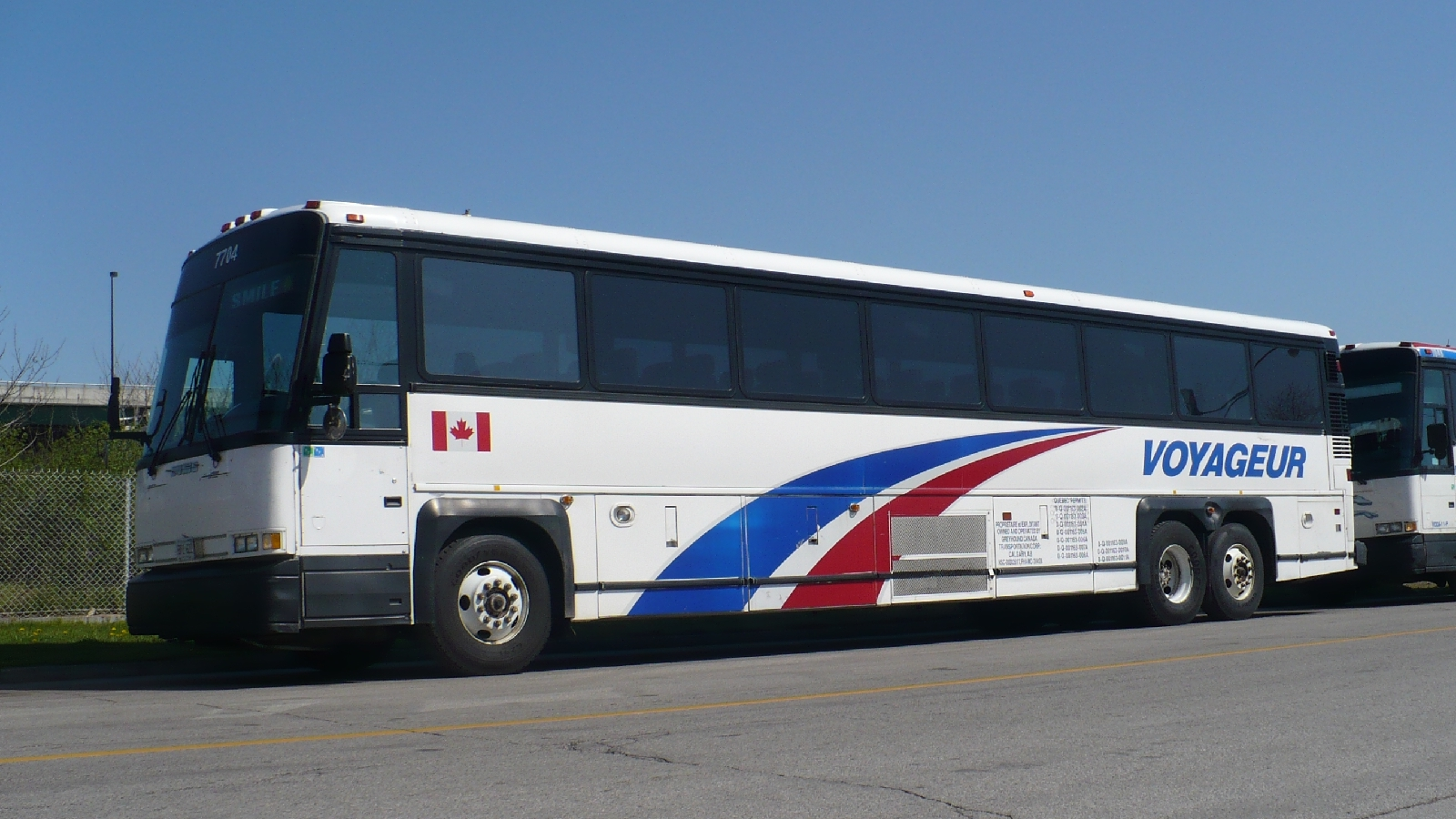

Voyageur Colonial Bus Lines, communément désigné Autobus Voyageur, est une compagnie canadienne de transport par autocar desservant l'Ontario et le Québec fondée en 1928. En 1998, elle est acquise par le transporteur américain Greyhound Lines.